# Listă de filme britanice din 1955
Aceasta este o listă de filme britanice din 1955:

## Lista
| Titlu                       | Regizor                                       | Distribuție                                        | Gen               | Note                                                               |
| --------------------------- | --------------------------------------------- | -------------------------------------------------- | ----------------- | ------------------------------------------------------------------ |
| Abdulla the Great           | Gregory Ratoff                                | Gregory Ratoff, Kay Kendall, Sydney Chaplin        | Comedy            |                                                                    |
| Above Us the Waves          | Ralph Thomas                                  | John Mills, John Gregson, Donald Sinden            | World War II      |                                                                    |
| Alias John Preston          | David MacDonald                               | Betta St. John, Alexander Knox, Christopher Lee    | Horror            |                                                                    |
| All for Mary                | Wendy Toye                                    | Nigel Patrick, Kathleen Harrison                   | Comedy            |                                                                    |
| An Alligator Named Daisy    | J. Lee Thompson                               | Donald Sinden, Jeannie Carson, Stanley Holloway    | Comedy            |                                                                    |
| As Long as They're Happy    | J. Lee Thompson                               | Jack Buchanan, Janette Scott                       | Comedy            |                                                                    |
| Barbados Quest              | Bernard Knowles                               | Tom Conway, Delphi Lawrence                        | Crime             |                                                                    |
| The Blue Peter              | Wolf Rilla                                    | Kieron Moore, Sarah Lawson                         | Adventure         |                                                                    |
| The Brain Machine           | Ken Hughes                                    | Maxwell Reed, Patrick Barr                         | Thriller          |                                                                    |
| Breakaway                   | Henry Cass                                    | Tom Conway, Michael Balfour, Honor Blackman        | Crime             |                                                                    |
| Cast a Dark Shadow          | Lewis Gilbert                                 | Dirk Bogarde, Margaret Lockwood                    | Suspense          |                                                                    |
| Children Galore             | Terence Fisher                                | Eddie Byrne, June Thorburn                         | Comedy            |                                                                    |
| The Cockleshell Heroes      | José Ferrer                                   | José Ferrer, Trevor Howard                         | World War II      |                                                                    |
| The Colditz Story           | Guy Hamilton                                  | John Mills, Eric Portman                           | World War II      |                                                                    |
| Confession                  | Ken Hughes                                    | Sydney Chaplin, Audrey Dalton                      | Drama             |                                                                    |
| The Constant Husband        | Sidney Gilliat                                | Rex Harrison, Margaret Leighton                    | Comedy            |                                                                    |
| Contraband Spain            | Lawrence Huntington                           | Richard Greene, Anouk Aimée                        | Crime             | Co-production with Spain                                           |
| The Dam Busters             | Michael Anderson                              | Richard Todd, Michael Redgrave                     | World War II      |                                                                    |
| The Deep Blue Sea           | Anatole Litvak                                | Vivien Leigh, Kenneth More                         | Drama             |                                                                    |
| Doctor at Sea               | Ralph Thomas                                  | Dirk Bogarde, Brigitte Bardot                      | Comedy            |                                                                    |
| The End of the Affair       | Edward Dmytryk                                | Deborah Kerr, Van Johnson                          | Romance/drama     |                                                                    |
| Escapade                    | Philip Leacock                                | John Mills, Alastair Sim                           | Comedy/drama      |                                                                    |
| The Flaw                    | Terence Fisher                                | John Bentley, Donald Houston                       | Thriller          |                                                                    |
| Footsteps in the Fog        | Arthur Lubin                                  | Stewart Granger, Jean Simmons                      | Drama             |                                                                    |
| Fun at St. Fanny's          | Maurice Elvey                                 | Cardew Robinson, Vera Day                          | Comedy            |                                                                    |
| Geordie                     | Frank Launder                                 | Bill Travers, Alastair Sim                         | Sports comedy     |                                                                    |
| The Gilded Cage             | John Gilling                                  | Alex Nicol, Veronica Hurst                         | Crime             |                                                                    |
| The Glass Cage              | Montgomery Tully                              | John Ireland, Honor Blackman                       | Mystery           |                                                                    |
| The Green Carnation         | John Lemont                                   | Wayne Morris, Mary Germaine                        | Crime             |                                                                    |
| The Hornet's Nest           | Charles Saunders                              | Paul Carpenter, June Thorburn                      | Comedy adventure  | [ 1 ]                                                              |
| I Am a Camera               | Henry Cornelius                               | Julie Harris, Laurence Harvey                      | Drama             |                                                                    |
| It's a Great Day            | John Warrington                               | Ruth Dunning, Edward Evans, Sid James              | Comedy            |                                                                    |
| Joe MacBeth                 | Ken Hughes                                    | Paul Douglas, Ruth Roman                           | Drama             |                                                                    |
| John and Julie              | William Fairchild                             | Sid James, Peter Sellers                           | Comedy            |                                                                    |
| Josephine and Men           | Roy Boulting                                  | Glynis Johns, Donald Sinden                        | Comedy            |                                                                    |
| A Kid for Two Farthings     | Carol Reed                                    | Celia Johnson, Diana Dors                          | Drama             |                                                                    |
| King's Rhapsody             | Herbert Wilcox                                | Anna Neagle, Errol Flynn                           | Musical           |                                                                    |
| The Ladykillers             | Alexander Mackendrick                         | Alec Guinness, Herbert Lom, Peter Sellers          | Comedy            | Number 13 in the list of BFI Top 100 British films; Ealing Studios |
| Little Red Monkey           | Ken Hughes                                    | Richard Conte, Rona Anderson                       | Action            |                                                                    |
| The Love Match              | David Paltenghi                               | Arthur Askey, Glenn Melvyn                         | Comedy            |                                                                    |
| The Lyons in Paris          | Val Guest                                     | Ben Lyon, Bebe Daniels                             | Comedy            |                                                                    |
| Man of the Moment           | John Paddy Carstairs                          | Norman Wisdom, Belinda Lee                         | Comedy            |                                                                    |
| The Man Who Loved Redheads  | Harold French                                 | Moira Shearer, John Justin                         | Comedy            |                                                                    |
| Miss Tulip Stays the Night  | Leslie Arliss                                 | Diana Dors, Patrick Holt                           | Comedy            |                                                                    |
| The Night My Number Came Up | Leslie Norman                                 | Michael Redgrave                                   | Thriller          |                                                                    |
| No Smoking                  | Henry Cass                                    | Reg Dixon, Peter Martyn, Belinda Lee               | Comedy            |                                                                    |
| Oh... Rosalinda!!           | Michael Powell, Emeric Pressburger            | Anton Walbrook, Ludmilla Tchérina, Anthony Quayle  | Musical           |                                                                    |
| One Good Turn               | John Paddy Carstairs                          | Norman Wisdom                                      | Comedy            |                                                                    |
| One Jump Ahead              | Charles Saunders                              | Paul Carpenter, Diane Hart, Jill Adams             | Crime             |                                                                    |
| One Way Out                 | Francis Searle                                | Jill Adams, Eddie Byrne                            | Crime             |                                                                    |
| Out of the Clouds           | Basil Dearden                                 | Anthony Steel, Robert Beatty                       | Drama             |                                                                    |
| Passage Home                | Roy Ward Baker                                | Anthony Steel, Peter Finch                         | Drama             |                                                                    |
| Police Dog                  | Derek N. Twist                                | Joan Rice, Tim Turner                              | Crime             |                                                                    |
| The Prisoner                | Peter Glenville                               | Alec Guinness, Jack Hawkins                        | Drama             |                                                                    |
| A Prize of Gold             | Mark Robson                                   | Richard Widmark, Mai Zetterling                    | Crime             |                                                                    |
| The Quatermass Xperiment    | Val Guest                                     | Brian Donlevy, Jack Warner                         | Sci-fi            |                                                                    |
| Raising a Riot              | Wendy Toye                                    | Kenneth More, Shelagh Fraser                       | Comedy            |                                                                    |
| Reluctant Bride             | Henry Cass                                    | John Carroll, Virginia Bruce                       | Comedy            |                                                                    |
| Richard III                 | Laurence Olivier                              | Laurence Olivier, Cedric Hardwicke, John Gielgud   | Literary drama    | Silver Bear at Berlin                                              |
| The Right Person            | Peter Cotes                                   | Margo Lorenz, Douglas Wilmer                       | Drama             |                                                                    |
| Room in the House           | Maurice Elvey                                 | Patrick Barr, Hubert Gregg                         | Comedy            |                                                                    |
| The Secret                  | Cy Endfield                                   | Sam Wanamaker, Mandy Miller                        | Crime             |                                                                    |
| Secret Venture              | R. G. Springsteen                             | Kent Taylor, Jane Hylton                           | Thriller          |                                                                    |
| See How They Run            | Leslie Arliss                                 | Ronald Shiner, Greta Gynt and James Hayter         | Comedy            |                                                                    |
| The Ship That Died of Shame | Basil Dearden                                 | George Baker, Richard Attenborough                 | Crime             |                                                                    |
| Simba                       | Brian Desmond Hurst                           | Dirk Bogarde, Donald Sinden                        | African adventure |                                                                    |
| Simon and Laura             | Muriel Box                                    | Peter Finch, Kay Kendall                           | Drama             |                                                                    |
| Stock Car                   | Wolf Rilla                                    | Paul Carpenter, Rona Anderson                      | Sports            |                                                                    |
| Stolen Assignment           | Terence Fisher                                | John Bentley, Hy Hazell                            | Comedy/crime      |                                                                    |
| Stolen Time                 | Charles Deane                                 | Richard Arlen, Susan Shaw                          | Crime             | AKA Blonde Blackmailer                                             |
| Storm Over the Nile         | Zoltan Korda, Terence Young                   | Anthony Steel, Laurence Harvey                     | Action            |                                                                    |
| Summertime                  | David Lean                                    | Katharine Hepburn, Rossano Brazzi                  | Romance           |                                                                    |
| Tangier Assignment          | César Fernández Ardavín, Ted Leversuch        | Fernando Rey, June Powell                          | Crime             | Co-production with Spain                                           |
| That Lady                   | Terence Young                                 | Olivia de Havilland, Gilbert Roland, Paul Scofield | Historical drama  |                                                                    |
| They Can't Hang Me          | Val Guest                                     | Terence Morgan, Yolande Donlan                     | Drama             |                                                                    |
| Three Cases of Murder       | David Eady, George More O'Ferrall, Wendy Toye | Alan Badel, Orson Welles                           | Mystery           |                                                                    |
| Tiger by the Tail           | John Gilling                                  | Larry Parks, Constance Smith                       | Crime             |                                                                    |
| The Time of His Life        | Leslie S. Hiscott                             | Richard Hearne, Ellen Pollock                      | Comedy            |                                                                    |
| A Time to Kill              | Charles Saunders                              | Jack Watling, Rona Anderson                        | Crime             |                                                                    |
| Timeslip                    | Ken Hughes                                    | Gene Nelson, Faith Domergue                        | Sci-fi            |                                                                    |
| To Paris with Love          | Robert Hamer                                  | Alec Guinness, Odile Versois                       | Comedy            |                                                                    |
| Touch and Go                | Michael Truman                                | Jack Hawkins, Margaret Johnston, June Thorburn     | Comedy            |                                                                    |
| Track the Man Down          | R.G. Springsteen                              | Kent Taylor, Petula Clark                          | Crime             |                                                                    |
| Value for Money             | Ken Annakin                                   | John Gregson, Diana Dors                           | Comedy            |                                                                    |
| Where There's a Will        | Vernon Sewell                                 | Kathleen Harrison, George Cole                     | Comedy            |                                                                    |
| Windfall                    | John Gilling                                  | Lionel Jeffries, Jack Watling                      | Comedy            |                                                                    |
| The Woman for Joe           | George More O'Ferrall                         | Diane Cilento, George Baker                        | Drama             |                                                                    |
| A Yank in Ermine            | Gordon Parry                                  | Edward Chapman, Sid James                          | Comedy            |                                                                    |
| You Lucky People            | Maurice Elvey                                 | Tommy Trinder, Dora Bryan                          | Comedy            |                                                                    |